# Johannes Schelz
Johannes Schelz, gen. Heckbach oder Hegkbach (* um 1411; † um 1492) war ein württembergischer Kirchenrechtler.

## Leben und Wirken
Der möglicherweise aus Großheppach stammende Johannes Schelz immatrikulierte sich im Sommersemester 1424 an der Universität Heidelberg. In der dortigen Artistenfakultät erwarb er 1427 den Bachelor- und 1430 den Magistergrad. Anschließend folgte sein Studium der Rechtswissenschaft, das er um 1442 als Doktor des Kirchenrechts an der Universität Padua abschloss. Ab 1443 arbeitete er dann als kirchenrechtlicher Mitarbeiter der Diözese Konstanz und wirkte u. a. auch als Notar. Ab 1450 trat Schelz in den Dienst der württembergischen Grafen. In dieser Eigenschaft dürfte er als Kanoniker des Chorherrenstifts Sindelfingen an der Gründung der Eberhard Karls Universität Tübingen 1476/77 mitgewirkt haben.
Veröffentlichungen von Johannes Schelz sind nicht überliefert.